# Stemmeboks
En stemmeboks eller et stemmerum er en mindre kabine med forhæng, der gør det muligt at afgive sin stemme i enrum og dermed hemmeligt. Det er derfor kun tilladt at opholde sig én person i boksen ad gangen, dog er børn tilladt hvis de endnu ikke kan læse.
På et bord i boksen kan man udfylde stemmesedlen med en i boksen hængende blyant eller kuglepen, folde den og eventuelt putte den i en kuvert inden den lægges i en stemmeurne, som står uden for stemmeboksen. Boksen har ofte et gardin for at sikre, at ingen ser, hvad der stemmes. De valgtilforordnede påser, at stemmeafgivningen foregår korrekt. Det er også dem, der hjælper vælgere, der har udfordringer med at afgive deres stemme på egen hånd.
Idet valget skal være hemmeligt, er det ikke tilladt at tage selfie med sin afkrydsede stemmeseddel i stemmeboksen. Den regel overtrådte det tidligere folketingsmedlem Laura Lindahl i 2019.
Valgsteder rummer ofte mange stemmebokse således at der ikke opstår meget lang kø.